# Battle Isle (jeu vidéo)
Battle Isle est un jeu vidéo de tactique au tour par tour développé et édité par Blue Byte, sorti en 1991 sur DOS et Amiga.

## Accueil
| Battle Isle  |      |       |
| Média        | Pays | Notes |
| Amiga Action | US   | 87 %  |
| Amiga Format | US   | 90 %  |
| CU Amiga     | US   | 85 %  |
| Gen4         | FR   | 90 %  |
| Joystick     | FR   | 91 %  |
| The One      | US   | 88 %  |